# 座光寺村
座光寺村（ざこうじむら）は、長野県下伊那郡にあった村。現在の飯田市大字座光寺にあたる。

## 地理
- 河川：天竜川

## 歴史
- 1889年（明治22年）4月1日 - 町村制の施行により、座光寺村が単独で自治体を形成。
- 1956年（昭和31年）9月30日 - 飯田市・松尾村・竜丘村・三穂村・伊賀良村・山本村・下久堅村と合併し、改めて飯田市が発足。同日座光寺村廃止。以後1993年（平成5年）に上郷町が飯田市に編入されるまでは旧座光寺村域は飯田市の飛地となっていた。

## 交通

### 鉄道路線

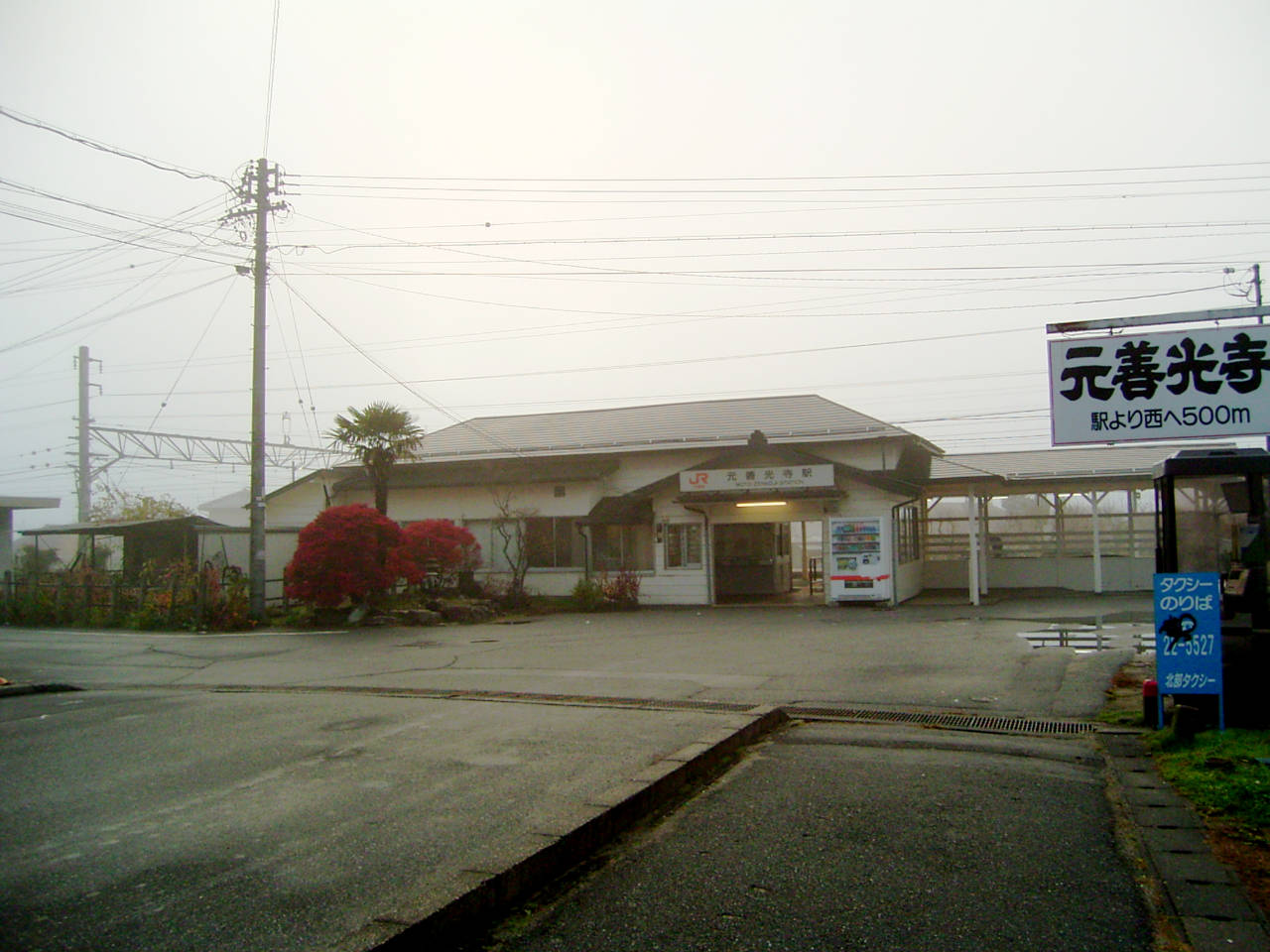
元善光寺駅

- 日本国有鉄道
  - 飯田線
    - 元善光寺駅

### 道路
- 国道153号

現在は旧村域に中央自動車道の座光寺パーキングエリアが所在するが、合併当時は未開通。

## 名所・旧跡・観光スポット・祭事・催事
- 元善光寺
- 麻績神社
- 旧座光寺麻績学校校舎
- 舞台桜
- 竹田扇之助記念国際糸繰り人形館

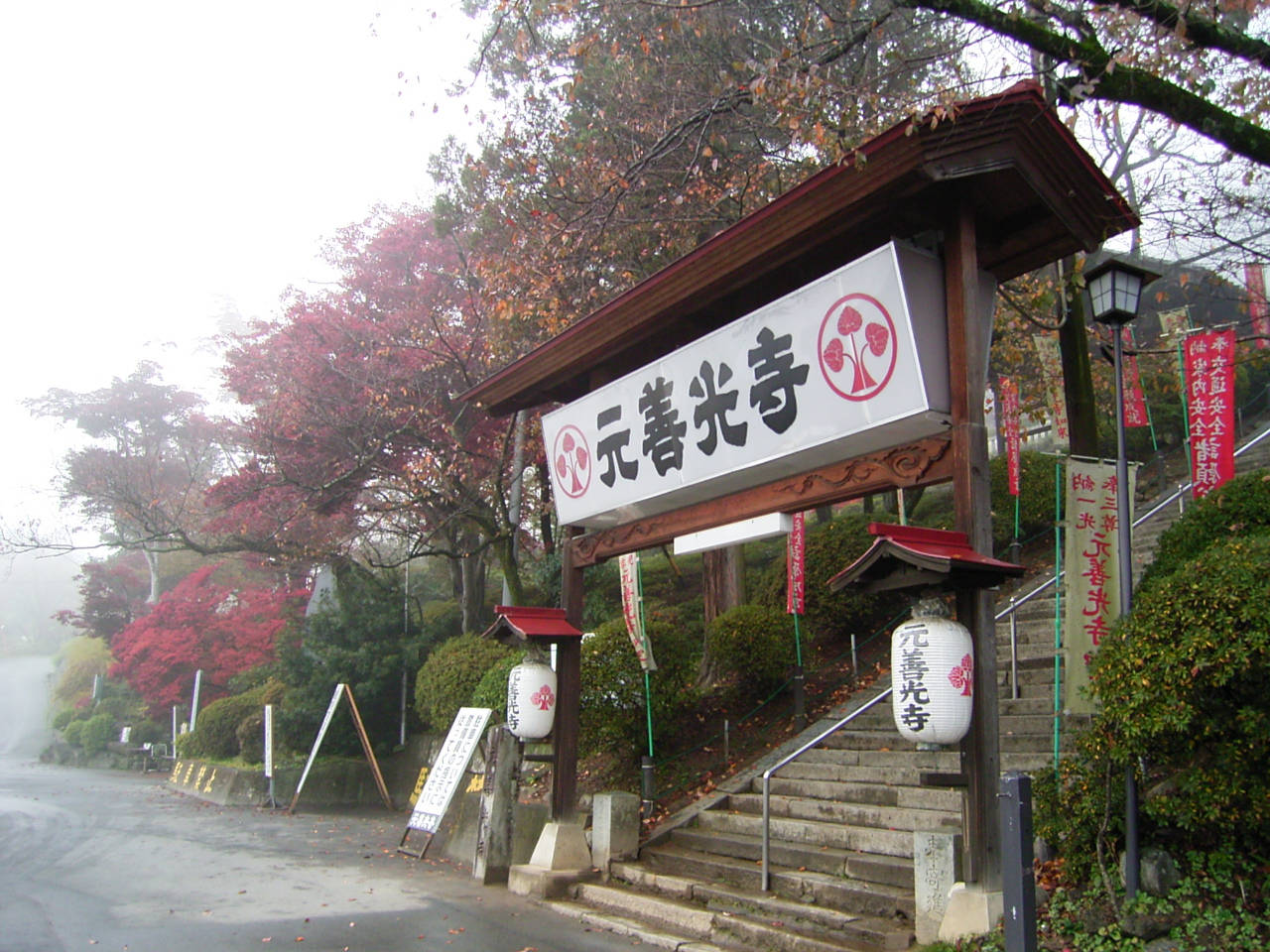
元善光寺参道
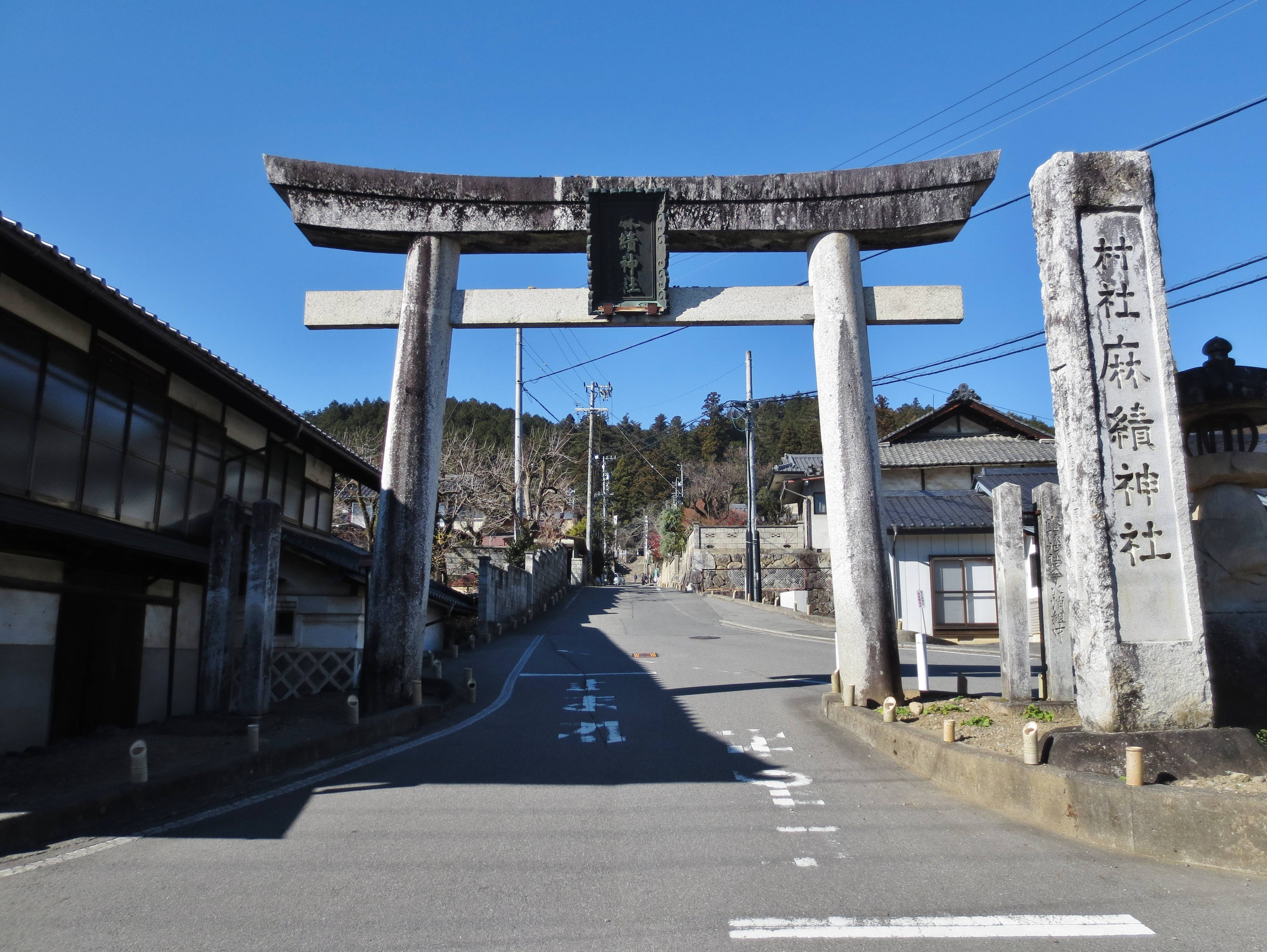
麻績神社鳥居
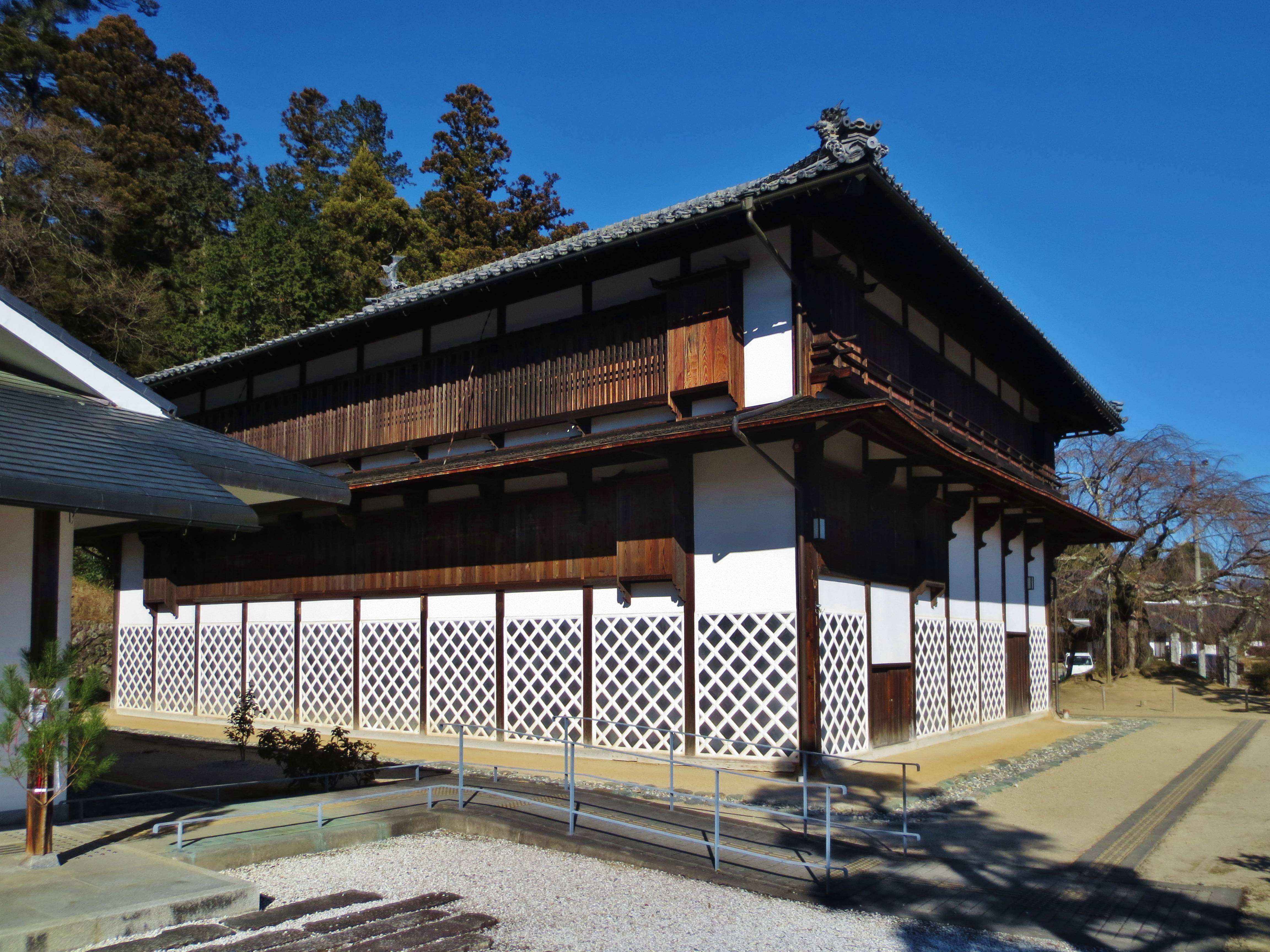
旧座光寺麻績学校校舎
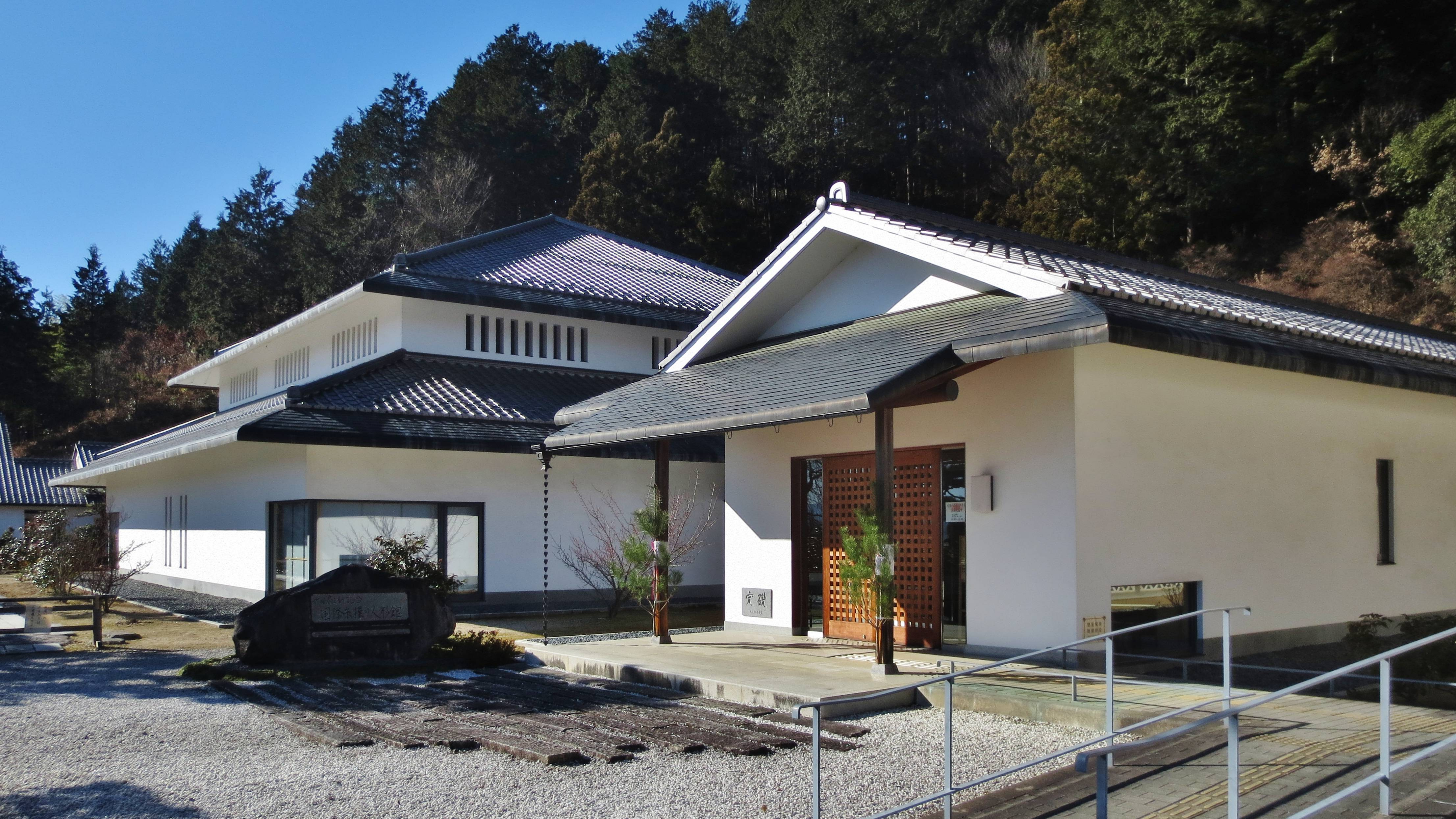
国際糸繰り人形館